# Pseudoperomyia longicornis
Pseudoperomyia longicornis är en tvåvingeart som beskrevs av Jaschhof och Heikki Hippa 1999. Pseudoperomyia longicornis ingår i släktet Pseudoperomyia och familjen gallmyggor. Inga underarter finns listade i Catalogue of Life.